# Estación Rojas (Urquiza)
Rojas es una estación ferroviaria ubicada en la localidad homónima, Provincia de Buenos Aires, Argentina. Pertenece al Ferrocarril General Urquiza de la red ferroviaria argentina.

## Servicios
No brinda servicios de ningún tipo y no circulan trenes de pasajeros ni de carga desde 1993.

## Historia
La estación fue inaugurada por el Ferrocarril Central de Buenos Aires en 1914. En 1948 pasó a ser parte del Ferrocarril General Urquiza de la red ferroviaria argentina.
La sección Lacroze - Rojas tuvo servicio de pasajeros, conocido popularmente como el Federico, hasta noviembre de 1993. El último servicio de cargas se registró en el año 1998. Actualmente el sector Fátima - Rojas se encuentra sin tráfico y en estado de abandono.